# Leptodontium erythroneuron
Leptodontium erythroneuron är en bladmossart som beskrevs av Theodor Carl Karl Julius Herzog 1909. Leptodontium erythroneuron ingår i släktet groddmossor, och familjen Pottiaceae. Inga underarter finns listade i Catalogue of Life.